# Emily Benham
Emily Benham (Salisbury, 1989) is een mountainbiker uit Verenigd Koninkrijk. Benham doet aan Mountainbike-Orienteering, en won viermaal op rij de worldcup op dit onderdeel, en werd in 2016 en 2017 viermaal wereldkampioen.
Benham begon met orientatie-lopen op elfjarige leeftijd. Op achttienjarige leeftijd stapte ze vanwege een blessure over naar de mountainbike.